# Oxypetalum rusticum
Oxypetalum rusticum är en oleanderväxtart som beskrevs av Rapini. Oxypetalum rusticum ingår i släktet Oxypetalum och familjen oleanderväxter. Inga underarter finns listade i Catalogue of Life.